# روبي نيكولز
روبي نيكولز (بالإنجليزية: Robbie Nichols)‏ هو لاعب كرة قدم أمريكية أمريكي، ولد في 17 نوفمبر 1946 في كليفلاند في الولايات المتحدة، وتوفي في 24 يونيو 2011.

## وصلات خارجية
- روبي نيكولز على موقع مرجع كرة القدم المحترفة.كوم (الإنجليزية)